# Ostricourt
Ostricourt é uma comuna francesa na região administrativa de Altos da França, no departamento do Norte. Estende-se por uma área de 7.6 km². Em 2010 a comuna tinha 5 393 habitantes (densidade: 709,6 hab./km²).